# يورغن ماندل
يورغن ماندل (بالألمانية: Jürgen Mandl)‏ هو لاعب كرة قدم نمساوي في مركز الدفاع، ولد في 19 أغسطس 1965 في غراتس في النمسا.

## وصلات خارجية
- يورغن ماندل على موقع الاتحاد الدولي لألعاب القوى (الإنجليزية)